# Maria Amália da Áustria (1780–1798)
Maria Amália da Áustria (em italiano: Maria Amalia Giuseppa Giovanna Caterina Teresa d'Asburgo-Lorena; Florença, 17 de Outubro de 1780 — Viena, 25 de Dezembro de 1798) foi uma arquiduquesa da Áustria desde o nascimento.

## Biografia

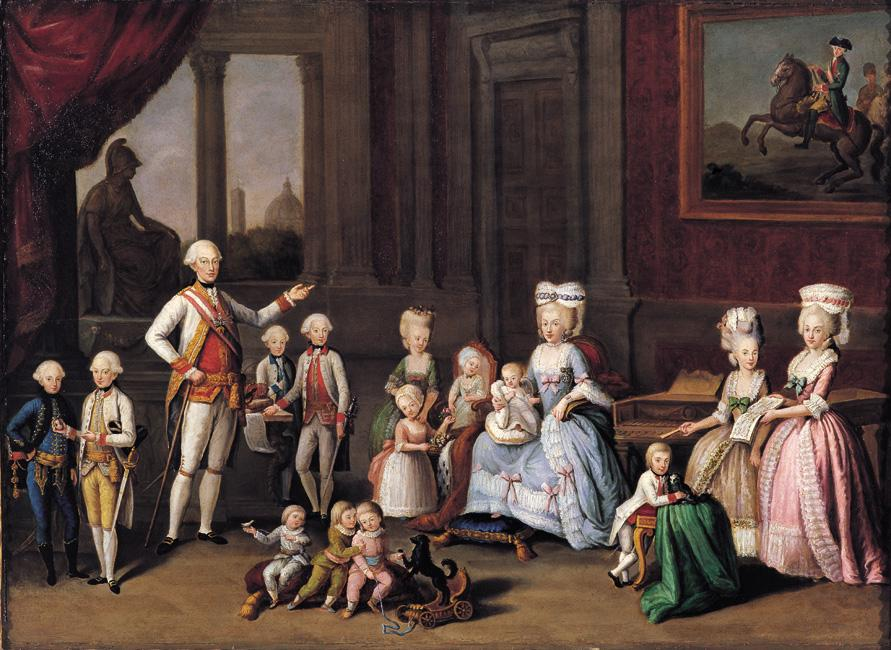
Maria Amália com sua família, por volta de 1784-1785.

Maria Amália era filha do Imperador Leopoldo II e sua esposa Maria Luísa da Espanha. Maria Amália nasceu em Florença, a então capital da Toscana, onde seu pai reinou como grão-duque de 1765 a 1790. Seu pai era filho da Imperatriz Maria Teresa e sua mãe, filha de Carlos III da Espanha. Seus padrinhos eram o primo de sua mãe, Fernando, Duque de Parma e sua esposa, a arquiduquesa Maria Amália da Áustria, a irmã de seu pai.
Ela teve uma infância feliz cercada por seus muitos irmãos. Como seus irmãos, Maria Amália recebeu uma educação um pouco diferente do que era habitual para as crianças reais na época: eles eram criados por seus pais em vez de um séquito de criados, eram mantidos à parte de qualquer corte cerimonial e eram ensinados a viver Simples, natural e modesto. Em 1790, seu pai tornou-se Imperador e a família mudou-se para Viena. Ela morreu solteira com apenas 18 anos em Viena.

## Títulos e estilos
- 17 de outubro de 1780 - 20 de fevereiro de 1790: Sua Alteza Real Arquiduquesa Maria Amália da Áustria, Princesa da Toscana
- 20 de fevereiro de 1790 - 25 de dezembro de 1798: Sua Alteza Real Arquiduquesa Maria Amália da Áustria, Princesa Real da Hungria e Boêmia